# Laurentiuskerk (Hoogkarspel)
De Laurentiuskerk is een rooms-katholiek kerkgebouw in de Nederlandse plaats Hoogkarspel. Het gebouw is ontworpen door K.P. Tholens. De bouw van de kerk werd in 1930 afgerond. De kerk is gebouwd in de stijl van het expressionisme, dit is met name in de details zichtbaar.

## Exterieur
De kerk heeft twee torens op het zuiden. De beide torens zijn vierkant. Het schip heeft de ramen hoog zitten en wordt gesteund door gemetselde steunberen. De torenspitsen zijn echter niet gelijk in vormgeving. 
Het portaal is hoog en is toegankelijk door een rondboog. Boven de rondboog zijn vijf ramen geplaatst die samen een spitsboogvenster vormen.

## Interieur
Het interieur was vrijwel geheel gelijk aan het iets later ontworpen interieur van de Sint Augustinuskerk in Amsterdam.

### Orgels
De kerk heeft twee orgels, waarvan er nog maar één gebruikt wordt. Het hoofdorgel doet reeds sinds de jaren zeventig geen dienst meer. Het orgel is tussen 1930 en 1931 gebouwd door Blaisse & Strunk. Sinds de jaren 70 wordt er gebruikgemaakt van een elektrisch Johannus-orgel, Opus 310.